# 水咲涼子
水咲 涼子（みずさき りょうこ、1981年1月30日 - ）は、日本の元AV女優。
千葉県出身。血液型：AB型 、身長：160cm 、スリーサイズ：B88・W58・H84 、Dカップ。

## 略歴
2001年に『ヴァージンメモリアル』でAVデビュー。
現在は引退している。

## 作品

### アダルトビデオ
2001年
- ヴァージンメモリアル（12月30日、KUKI）

2002年
- エロリズム（1月30日、KUKI）
- エスカレーションFUCK!!（2月27日、KUKI）
- 淫行　犯され志願（3月23日、KUKI）
- Hip☆star（4月20日、KUKI）
- 尻姫　水咲涼子（5月19日、宇宙企画（メディアステーション））
- The Idol（6月21日、KUKI）
- 堕天使X　水咲涼子（6月22日、宇宙企画）
- ウルトラ・ミックス　水咲涼子（8月31日、宇宙企画）
- 女子アナ陵辱中継 II （12月6日、SODクリエイト）

2003年
- 強制フェラ奴隷5（1月10日、SODクリエイト）
- レズられた私2（2月6日、SODクリエイト）…共演:河合ほのか、白石ゆうき
- アナル奴隷秘書 監禁陵辱レイプ〜恥辱と汚辱にまみれて〜（3月6日、SODクリエイト）
- 痴女スタイル 水咲涼子（4月5日、SODクリエイト）
- Angel（6月8日、アイデアポケット）
- ビージーン 16（7月19日、桃太郎映像出版）
- ドリームウーマンVOL.18（8月1日、MOODYZ）
- Wild Thing！ 水咲涼子（8月7日、桃太郎映像出版）
- ADレイプ 業界残酷物語3（9月8日、アタッカーズ）
- 「ほんとはあなたと…」 水咲涼子（2枚組）（9月19日、プレステージ）

2004年
- 祝！復活 ガチンコ本番（4月1日、MOODYZ）
- ドリーム学園 9（4月15日、MOODYZ）共演:ゆりあ、坂下麻衣、吉澤レイカ、月野しずく、平井まりあ、天野♥こころ、上条えりか
- あゝ！一軒家女子プロレス(仮)DVD Disc.3（6月4日、ナチュラルハイ）共演:矢口いく、他出演:畑野まゆみ、小泉めい、友田真希、真中瞳
- 凌辱 奴隷妻尻穴地獄 水咲涼子（6月15日、隼エージェンシー）
- アナル破壊4（10月7日、ナチュラルハイ）
- PRESTIGE ACTRESS 02（12月3日、プレステージ））他出演:若葉かおり、坂下麻衣 他
- ドリーム極道 極道を愛した女たち（12月15日、MOODYZ）共演:小泉キラリ、春菜まい

2005年
- 近未来法廷 凌辱アナル裁判（1月8日、アタッカーズ）
- 昼下がりの犯され妻 9人の奴隷妻 3（4月15日、隼エージェンシー）他8名出演
- 龍縛監禁凌辱スペシャル 奴隷島（9月7日、アタッカーズ）…共演:姫咲しゅり、風間恭子

2007年
- MOODYZ 完全撮り下ろし8時間SPECIAL（2月13日、MOODYZ）他多数出演